# 羽田優里奈
羽田 優里奈（はだ ゆりな）は、大阪府豊中市出身、セント・フォースに所属するタレント、フリーアナウンサー、モデル、リポーター。気象予報士や防災士などの資格も取得している。

## 経歴
学生時代に今宮戎神社の福むすめ、サンテレビガールズ、第8代神戸ウエディングクイーンと、数多のコンテストにて選出された経歴を持つ。神戸の生田神社で巫女のアルバイトをしていた。
『今ちゃんの「実は…」』（朝日放送テレビ）の「街で見かける気になるあの娘の素顔は実は…」(美女発掘コーナー)で、千鳥からのインタビューも受けている。
2017年に、大阪本社の芸能事務所、舞夢プロに所属。
2018年から、『kyobiz』（KBS京都）経済報道番組でニュースコーナー、インタビュー、グルメコーナーを担当。他にも、在阪局制作の情報番組を中心にキャスターやリポーターを務める。
2020年からは、『おはようコールABC』（朝日放送テレビ）で、月－金曜日のお天気キャスターを務める。
その一方で、気象予報士試験を6回受験した末に、2024年の第62回（令和6年第1回）試験で合格を果たした。 
2025年4月末、所属事務所を舞夢プロからセントフォースに移籍。

## 人物
気象予報士試験以外にも、秘書検定準1級、世界遺産検定1級、日本漢字能力検定2級、神社検定3級といった試験に合格。
趣味は神社仏閣巡り。身体が動くうちに出来ることはやっておきたい性格で富士登山に挑戦したりと行動力がある。
大阪ほんわかテレビ（読売テレビ）やほっと関西サタデー（NHK大阪放送局）では、持ち前の明るいキャラクターを活かした関西弁のリポートや、ぶっつけ体当たりロケもしている。
特技は、幼少期から習っていたピアノの演奏とフルート。また、コウテイペンギン好きが高じてペットの文鳥に「ペンギン」と名付けている。愛犬の名前は「みたらし」。

## 出演番組

### テレビ
- LIVENEWS（J:COMチャンネル神戸・宝塚、2022年 - メインキャスター）[3]
- おはようコールABC（朝日放送テレビ、月 - 金曜日気象キャスター）[6]
- 京bizX（KBS京都、2018年〜2022年3月、アシスタント兼リポーター）
- ジモト応援!兵庫つながるNEWS（JCOM、2020年〜 ）
- サンぷん!（サンテレビ、2016年 - リポーター）
- 午後キュン（サンテレビ、2016年 - アシスタント）
- レッツ・ゴータイガースゴルフ（サンテレビ、2017年 - 番組アシスタント）
- きよし・黒田の今日もへぇーほぉー（朝日放送テレビ、2017年）
- やすとも・友近のキメツケ!（関西テレビ、2018年、再現ドラマ）
- ちゃちゃ入れマンデー（関西テレビ、2018年）
- ココイロ（朝日放送テレビ、2018年）
- デイリーニュース北摂（J:COM、2018年〜2020年 - ニュースキャスター）
- PRIVA旅（Bay-com、リポーター）
- 福よこいこい!えべっさん!〜関西各地のえびす通り」（J:COM、2019年）
- 福島区民まつり（Bay-com、2019年、リポーター)
- たこるの耳より情報（テレビ大阪、2020年）
- ハピジャバ[8]（KBS京都、2020年）
- 大阪ほんわかテレビ（読売テレビ、2022年〜 リポーター）
- あんてなサン（サンテレビ、2021年9月 - 、ナビゲーター）[9][10]
- kyobiz（KBS京都、2023年10月～2024年3月）（前シリーズ「京bizX」（～2022年3月）以来の出演）
- ほっと関西サタデー（NHK大阪放送局、2023年4月 - 「ココホレ関西」リポーター）
- 大阪ほんわかテレビ（読売テレビ、2022年 - リポーター）
- あれみた!?（MBS、2023年-）
- 村瀬先生のぶらり歴史歩き（eo光チャンネル、2024年 - ）
- PLUS UP（eo光チャンネル、2024年 - ）
- ツギタビしませんか（BS10、2025年 - ）

### ラジオ
- 武田和歌子のぴたっと。（朝日放送ラジオ、2015年）
- 078RADIO（ラジオ関西、2017年）
- 三上公也の情報アサイチ!（ラジオ関西、2017年）
- 寺谷一紀のまいど!まいど!（ラジオ関西、2018年）

### CM
- 長浜信用金庫（2018年）
- NHK「第49回上方漫才コンテスト」告知（2019年）

### WEB
- ダイハツ（2018年）
- 「北陸ゆきの、旅。」JR西日本（2018年）[11]
- NTTドコモ「つかいこなせ、dポイント!〜知ってトクするdポイント!」（2019年）

### モデル
- 週刊プレイボーイ(集英社)(2019)「八頭身癒し系関西キャスター」全６ページ特集
- 大阪府警察広報モデル（2020年）

### 司会
- 関西コレクション MC（2022年〜）
- フライデーナイトスペシャル 京都市交響楽団演奏会(2022年)
- うみぞら映画祭 MC (2022年)
- 声優朗読劇「VORLESEN〜フォアレーゼン」[12]（2019年）
- フィッシングショーOSAKA[13]（2019年〜）
- ラクト山科ショッピングセンター　リニューアルオープンセレモニー（2019年）
- イマカツ主催[14]イベント「GEKIASAゆずCUP2019」アシスタント（2019年）
- ミナミまち育てネットワーク[15]イベント（2021年）